# 磺溪街
磺溪街（通用漢語：HuangXi St.，威妥瑪拼音：Huanghsi St.），為臺灣臺北市士林區天母地區到芝山地區蘭興里之次要道路。在平時中山北路交通堵塞時，可扮演其支流分散車潮並且同時也是柯文哲市長時期交工處規劃之「接駁型自行車路徑」中的路線。名稱起自於一旁流經的磺溪而來。地段屬於蘭雅段一小段。道路兩旁多為內政部營建署規定之第三種住宅區，此外也有第三種工業區、機關用地（臺北數位藝術中心）、市場用地（家樂福天母店）、停車場用地、綠地用地和國小用地。

## 沿途地標及設施
- 家樂福天母店(道路起點，實際地址為德行西路47號)
- 克強公園(55巷)
- 克強游泳池(55巷)
- 蘭雅國小(道路終點)

(註:若無標註巷弄即在道路上)

## 交通
因一旁的中山北路六段和德行西路有許多類型之臺北聯營公車，且一旁即為捷運芝山站，故此路段少有公眾運輸工具。

### 公車
| 編號       | 路線起迄        | 本路段公車站牌 | 經營業者 |
| ---------- | --------------- | -------------- | -------- |
| 市民小巴11 | 天母-捷運芝山站 | 蘭雅國小       | 光華巴士 |

### 公共自行車租借站
- Ubike蘭雅國小站（蘭雅國小正門前人行道）[3]，同時也是柯文哲市長時期交工處規劃之「接駁型自行車路徑」中，往返捷運芝山站和蘭興公園的「引導路徑」中的租借站點之一[4]。

## 都市更新事業計畫
臺北市士林區蘭雅段一小段633地號等4筆土地都市更新事業計畫案於101.11.20申請，104.06.02核可，107.10.26 第一次變更事業計畫核定。由宏普建設股份有限公司在士林區蘭雅段一小段633、634、634-1、642-5地號等4筆土地，也就是磺溪街50巷及中山北路六段157巷以南、中山北路六段以西、德行西路以北及磺溪街以東所圍之街廓進行更新。雖非位於更新地區，但在規劃合建後成功將1,490.42平方公尺之第三種工業區重建。

## 文化

### 垃圾車運點
台北市政府環境保護局於18:40-18:50以車號102-061之垃圾清理車的第二車次於磺溪街57號回收。(代清業者時段)

## 資料來源
1. ↑  中央研究院 地理資訊科學研究專題中心 段籍圖[NLSC] 開放資料
2. ↑  . 中華民國內政部營建署.   [2019-12-02]. （原始内容存档于2020-03-23）.
3. ↑  . wa.taipei.youbike.com.tw.   [2019-12-02]. （原始内容存档于2019-09-07）.
4. ↑  .   [2020-01-06]. （原始内容存档于2019-03-03）.
5. ↑  . 內政部營建署.   [2019-12-02].
6. ↑  . 台北市政府.   [2019-12-02].